# Marian
Marian – imię męskie pochodzenia łacińskiego od imienia Marius lub nazwy rodu Marii. Oznacza „należący do Mariusza, rodu Mariuszów”. Występuje w Polsce od 1332 roku, jako Marzyjan. Forma Marian pojawiła się w Polsce w XVI wieku. W języku angielskim używane jest jako imię żeńskie. W Polsce w żeńskim użyciu w 2025 roku wystąpiło 35 razy. 
Rozpowszechniło się w Polsce w drugiej połowie XIX wieku, kiedy było siódmym najczęściej nadawanym imieniem. Najczęściej nadawano to imię w latach 50. XX wieku. Pozostając popularnym imieniem męskim w kraju, traci popularność w XXI wieku. W marcu 2001 r. imię było noszone przez 336.983 mężczyzn. W styczniu 2025 r. w rejestrze PESEL, wśród publicznie dostępnych danych dotyczących osób żyjących, wykazano 123.964 mężczyzn o imieniu Marian nadanym jako imię pierwsze.
Marian imieniny obchodzi: 20 kwietnia, 30 kwietnia, 6 maja, 1 lipca, 11 października i 17 października.
Żeńskie odpowiedniki: Marianna, Mariana

## Mężczyźni noszący imię Marian
- św. Marian z Numidii, męczennik (†259)
- Marian Banaś – prezes NIK
- Marian Bondzior – generał lotnictwa
- Marian Bublewicz – kierowca rajdowy
- Marian Brandys – pisarz
- Marian Buczek – komunistyczny działacz PPS i KPP
- Marian Buczek – biskup lwowski
- Marian Duś – biskup
- Marian Dziędziel – aktor
- Marian Dziurowicz – działacz PZPN
- Marian Eile – redaktor naczelny Przekroju
- Marian (Michał) Fajbusiewicz – polski dziennikarz
- Marian Falski – pedagog, autor Elementarza
- Marian Henel – twórca gobelinów
- Marian Hemar – pisarz
- Marian Iwańciów – malarz
- Marian Jaworski – biskup
- Marian Jurczyk – prezydent Szczecina
- Lucjan Marian Kaszycki – kompozytor
- Marian Kociniak – aktor
- Marian Kolasa – polski lekkoatleta
- Marian Krzaklewski – polityk
- Marian Kubicki – dziennikarz i polityk ZSL
- Marian Kucała – profesor KUL, polonista
- Marian Langiewicz – generał, przywódca w powstaniu styczniowym
- Marian Moszoro – polityk
- Marian Nowiński – botanik
- Marian Opania – aktor
- Marian Oprea – rumuński lekkoatleta
- Marian Piłka – polityk
- Marian Rejewski – kryptolog pracujący przy rozszyfrowaniu kodu Enigmy
- Marian Sawa – kompozytor
- Marian Spychalski – Marszałek Polski
- Marian Steifer – polski oficer
- Marian Woronin – lekkoatleta, rekordzista Polski w sprincie na 100 m
- Marian Wnuk – rzeźbiarz
- Marian Zimiński – muzyk rockowy
- Mariano Díaz – piłkarz Realu Madryt
- Mariano González – argentyński piłkarz

## Postaci fikcyjne
- Marian Paździoch – bohater serialu Świat według Kiepskich
- Marian Koniuszko – bohater serialu Zmiennicy
- Mario Cavaradossi[potrzebny przypis] – malarz, bohater opery G. Pucciniego – Tosca.